# Giuseppe Mazzoni
Giuseppe Mazzoni (Prato, 16 dicembre 1808 – Prato, 11 maggio 1880) è stato un politico italiano, federalista, triumviro della Toscana.

## Biografia
Giuseppe Mazzoni si laureò in giurisprudenza all'Università di Pisa. Fino da giovane abbracciò gli ideali democratici e mazziniani. Chiamato a far parte nel 1835 della pratese Accademia degli Infecondi, assunse poi iniziative politiche sempre più importanti. Prese parte ai moti risorgimentali del 1848, e nel 1849, dopo la fuga del granduca, insieme a Giuseppe Montanelli e Francesco Domenico Guerrazzi fece parte del triunvirato che resse la Toscana come governo provvisorio. A seguito della successiva restaurazione, dovette riparare all'estero per dieci anni: prima a Marsiglia, poi a Parigi e infine a Madrid.
Stanco e sfiduciato, Giuseppe Mazzoni tornò in patria nel 1859, dove espresse la sua contrarietà all'annessione della Toscana al Piemonte, auspicando un assetto federalista per il nuovo stato, in modo da proteggere l'autonomia toscana.. Tuttavia, fu deputato del Parlamento del Regno d'Italia e senatore. Per la coerenza e l'intransigenza delle sue posizioni fu soprannominato il "Catone toscano".
In patria fondò un "Movimento Federalista", ispirato all'omonimo gruppo creato anni prima in Lombardia da Carlo Cattaneo e Giuseppe Ferrari e di cui facevano parte studenti, artisti, garibaldini, ex-mazziniani. Vi aderì anche Alberto Mario, allievo di Cattaneo.
Massone, divenne gran maestro del Grande Oriente d'Italia il 7 settembre 1870, carica che ricoprì fino alla morte; in questa veste istituì, nel 1877, l'originaria loggia "Propaganda".

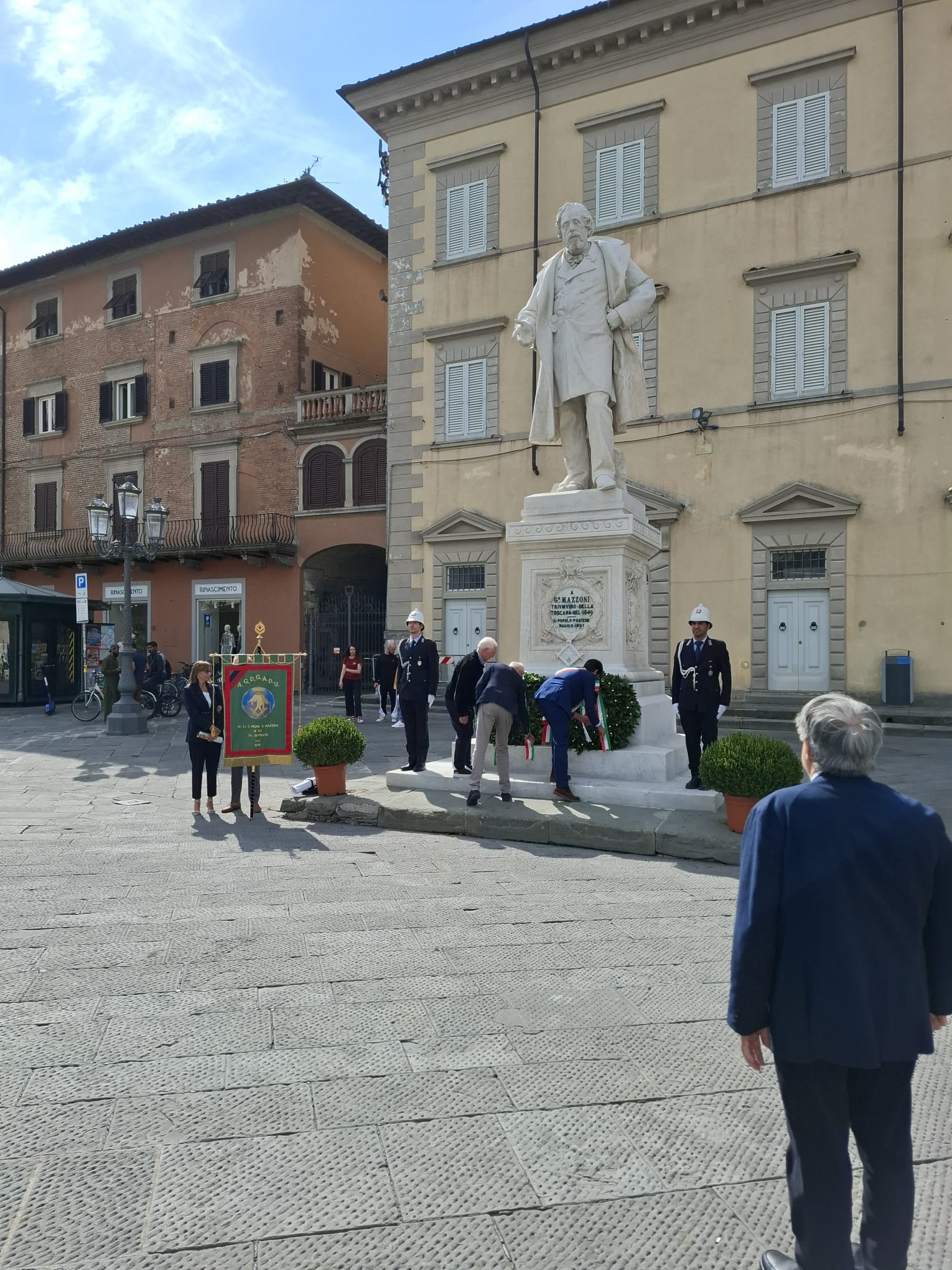
Prato, 22 Settembre 2024. Alla presenza delle Istituzioni, la massoneria pratese depone una corona.

Un monumento a Giuseppe Mazzoni è stato eretto in piazza del Duomo, a Prato. La sua città gli ha dedicato anche una via.